# Asthenotricha pythia
Asthenotricha pythia är en fjärilsart som beskrevs av Debauche 1938. Asthenotricha pythia ingår i släktet Asthenotricha och familjen mätare. Inga underarter finns listade i Catalogue of Life.